# Нисикан-ку
Нисикан-ку (яп. 西蒲区) — район города Ниигата префектуры Ниигата в Японии. По состоянию на 1 июня 2013 года население района составило 59 359 человек, плотность населения — 336 чел / км ².

## История
Район Нисикан-ку был создан 1 апреля 2007 года, когда Ниигата получила статус города, определённого указом правительства. В состав района, название которого можно перевести как западный камышовый округ, вошли бывшие городские посёлки Маки, Нисикава и деревни Ивамуро, Катахигаси, Наканокути.

## Транспорт
- Скоростная дорога Хокурику

Железнодорожный:
- Линия Этиго: станции Этиго-Сонэ, Маки, Ивамуро

## Достопримечательности
- Холм Какудаяма